# وین استوارت
وین استوارت (انگلیسی: Wynn Stewart؛ ۷ ژوئن ۱۹۳۴ – ۱۷ ژوئیهٔ ۱۹۸۵) یک موسیقی‌دان اهل ایالات متحده آمریکا بود.